# Paix de Lodi
Pour les articles homonymes, voir Lodi (homonymie).

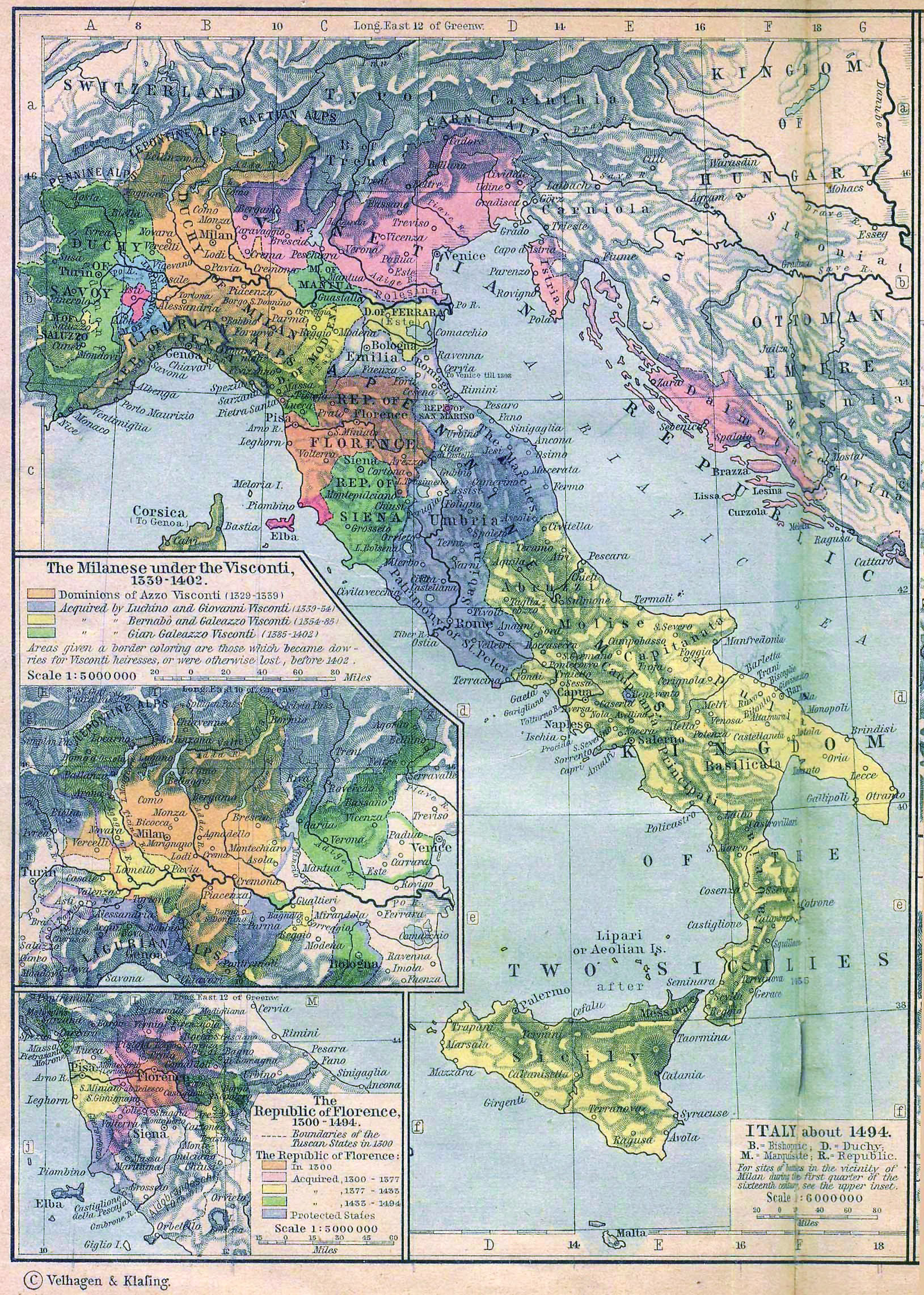
Les États de la péninsule italienne vers 1494

La paix de Lodi, signée le 9 avril 1454, mit fin à l'affrontement entre Venise et Milan qui durait depuis le début du Quattrocento (XVe siècle italien). Elle fut conclue par Frà Simonetto da Camerino et signée dans le chef-lieu de la province de Lodi en Lombardie (Italie).
La république de Venise, après l'infructueuse lutte contre Gênes pour le contrôle du commerce avec l'Orient, lutte dont le point culminant fut la désastreuse guerre de Chioggia (1378-1381), reporte son attention vers la terre ferme, cherchant à imposer à tout un chacun sa toute-puissance. Opposé aux visées expansionnistes de Venise, le duché de Milan, après une période d'incertitude consécutive à la mort de Jean Galéas Visconti, sut retrouver unité et énergie sous Philippe Marie Visconti.
L'affrontement décisif entre les deux États survint à Maclodio en 1427 : Venise, soutenue par Florence qui espérait une limitation de la puissance de son voisin Visconti, ne sortit victorieuse que grâce à l'action du condottiere Francesco di Bussone.
La victoire vénitienne qui donnait à la Sérénissime la possession des territoires jusqu'à la rivière Adda ne mit pas fin à l'opposition entre les deux États qui se poursuivit jusqu'à fin 1454.
Cette année-là, à Lodi, Venise et Milan conclurent une paix définitive, ratifiée successivement par leurs alliés (le premier de tous fut Florence, passée depuis longtemps dans le camp milanais). Francesco Sforza et Côme de Médicis organisèrent ce qui peut être considéré comme la première grande conférence de paix moderne. L'Italie septentrionale se retrouvait pratiquement partagée entre les deux États ennemis (Florence se situe un peu plus au sud) environnés de quelques États de moindre importance (le duché de Savoie, la république de Gênes, le marquisat de Mantoue avec les Gonzague, le marquisat de Montferrat avec les Paléologue et les duchés de Ferrare et de Modène de la famille d'Este). Les principales mesures de cette paix furent la confirmation du gouvernement de Francesco Ier Sforza sur le Duché de Milan, le déplacement de la frontière entre les deux États sur la rivière Adda, la signalisation par des balises indicatrices tout le long de la frontière (quelques croix sculptées dans la roche subsistent encore) et le commencement d'une alliance qui aboutira, le 30 août 1454, à l'adhésion à la Ligue italique.
L'importance de la paix de Lodi réside dans le fait qu'elle a donné à l'Italie une nouvelle organisation politico-institutionnelle qui assurait un substantiel équilibre territorial, en limitant les ambitions particulières. 
Le garant de cette stabilité politique sera Laurent le Magnifique qui mettra en œuvre, dans la seconde partie du Quattrocento, sa célèbre politique de l'équilibre.